# Кітамура Нанамі
Кітамура Нанамі (яп. 北村菜々美; нар. 25 листопада 1999, Осака, Японія) — японська футболістка, захисниця клубу «Ніппон ТВ Токіо Верді Белеза» та національної збірної Японії.

## Ранні роки та клубна кар'єра
Народилася в префектурі Осака. Під час навчання у початковій школі займалася футболом спочатку в «Шокакуджи», а згодом — в юнацьких та молодіжних командах «Серезо Осака».
Влітку 2011 року він брав участь у «14-му літньому футбольному фестивалі серед юніорів у Кобі Шімбун», де отримала нагороду у жіночих змаганнях, де завоювала свій перший трофей. Окрім цього, у жовтні того ж року обрана для навчання до «Центрального навчального центру ОФА для дівчат до 12 років», яку утримувала Футбольна асоціації Осаки.
Під час навчання в середній школі приєдналася до молодіжної команди «Серезо Осака». У 2015 році переведена у дорослу команду вище вказаного клубу, яка виступала в Другому дивізіоні Ліги Надешико (другий дивізіон чемпіонату Японії). За підсумками сезону 2017 року «Серезо Осака» стала срібним призером другого дивізіону та вийшла до еліти жіночого футболу Японії. Однак затриматися у Першому дивізіоні команді не вдалося, клуб з Осаки посів 10-те місце й за підсумками сезону 2018 року понизилася в класі. У 2019 році «Сепрезо» вдруге виборола путівку до вищого дивізіону, поступившись лише одним очком переможцю чемпіонату Егіме, причому Кітамура продемонструвала свій найкращий результат у клубі, посівши четверте місце у списку найкращих бомбардиів команди. Проте з реформою японського чемпіонату та запровадження нової Ліги розширених можливостей жінок як першого професіонального дивізіону, «Серезо Осака» вирішує не отримувати професіональний статус.
Станом на квітень 2021 року була студенткою Міжнародного університету Гагаромо.
У 2021 році перейшла до «Ніппон ТВ Токіо Верді Белеза».

## Кар'єра в збірній
До складу дівочої збірної Японії (U-17) вперше отримала виклик на матч проти однолітко зі США, але дебютувала в команді в поєдинку проти одноліток з Кореї в Карсоні, в якому вийшла на поле в другому таймі замість Томіти Мії. На дівочому чемпіонаті світу з футболу (WU-17) у вересні того ж року виходила на поле у двох матчах групового етапу, а також у півфіналі та фіналі.
У 2017 році викликалася до жіночої молодіжної збірної Японії (WU-19) та брала участь у жіночому чемпіонаті Азії (U-19) 2017 року. На тому турнірі виступала в стартовому складі на позиції лівого захисника у чотирьох матчах та допомагає японкам виграти турнір.
У 2018 році отримала виклик до жіночої молодіжної збірної Японії (WU-20) для участі в жіночому молодіжному чемпіонаті світу 2018 року. На вище вказаному турнірі зіграла у п'яти іграх, окрім півфіналу (проти Англії), й допомогла відзначитися голом Такараді Саорі, чим допомогла здоюути перемогу у чвертьфіналі проти Німеччини. У складі молодіжної збірної Японії (WU-20) стала переможницею вище вказаного турніру.

## Статистика виступів

### Клубна
| Клуб                           | Сезон             | Ліга                | Ліга  | Ліга | Нац. кубок | Нац. кубок | Кубок ліги | Кубок ліги | Інші  | Інші | Загалом | Загалом |
| Клуб                           | Сезон             | Дивізіон            | Матчі | Голи | Матчі      | Голи       | Матчі      | Голи       | Матчі | Голи | Матчі   | Голи    |
| ------------------------------ | ----------------- | ------------------- | ----- | ---- | ---------- | ---------- | ---------- | ---------- | ----- | ---- | ------- | ------- |
| «Серезо Осака Сакаї»           | 2014              | Челлендж            | 5     | 0    | 0          | 0          | 0          | 0          | 0     | 0    | 5       | 0       |
| «Серезо Осака Сакаї»           | 2015              | Челлендж (Захід)    | 11    | 2    | 0          | 0          | 0          | 0          | 0     | 0    | 11      | 2       |
| «Серезо Осака Сакаї»           | 2016              | Див 2 Ліги Надешико | 12    | 2    | 1          | 0          | 9          | 1          | 0     | 0    | 22      | 3       |
| «Серезо Осака Сакаї»           | 2017              | Див 2 Ліги Надешико | 16    | 2    | 2          | 0          | 8          | 1          | 0     | 0    | 26      | 3       |
| «Серезо Осака Сакаї»           | 2018              | Див 1 Ліги Надешико | 18    | 1    | 2          | 0          | 8          | 2          | 0     | 0    | 28      | 3       |
| «Серезо Осака Сакаї»           | 2019              | Див 2 Ліги Надешико | 16    | 3    | 2          | 1          | 4          | 0          | 0     | 0    | 22      | 4       |
| «Серезо Осака Сакаї»           | 2020              | Див 1 Ліги Надешико | 17    | 4    | 3          | 0          | 0          | 0          | 0     | 0    | 20      | 4       |
| «Серезо Осака Сакаї»           | Загалом           | Загалом             | 95    | 14   | 10         | 1          | 29         | 4          | 0     | 0    | 134     | 19      |
| «Ніппон ТВ Токіо Верді Белеза» | 2021–22           | ВЕ Ліга             | 0     | 0    | 0          | 0          | 0          | 0          | 0     | 0    | 0       | 0       |
| Усього за кар'єру              | Усього за кар'єру | Усього за кар'єру   | 95    | 14   | 10         | 1          | 29         | 4          | 0     | 0    | 134     | 19      |

Примітки
1. 1 2 3 4 5  Матчі в кубку Імператриці
2. 1 2 3 4  Матчі в Кубку ліги Надешико

### У збірній
Станом на 8 квітня 2021.
| Національна команда | Рік     | Матчі | Голи |
| ------------------- | ------- | ----- | ---- |
| Японія              | 2021    | 1     | 0    |
| Загалом             | Загалом | 1     | 0    |